# 1970 a vasúti közlekedésben
Ez a szócikk a 1970-ben történt vasúti eseményeket mutatja be.

## Események Magyarországon
- július 1. – Bezárják a Veresegyház és Gödöllő közötti vasútvonalat.
- A 2-es metró első szakaszának átadásával a gödöllői HÉV Keleti pályaudvar–Örs vezér tere közötti szakasza megszűnik, valamint felszámolják a rákosszentmihályi HÉV vonalát is.